# Francis Gillette
Francis Gillette (Bloomfield, 1807. december 14. – Hartford, 1879. szeptember 30.) az Amerikai Egyesült Államok szenátora (Connecticut, 1854–1855).